# ERGIC2
ERGIC2 (англ. ERGIC and golgi 2) – білок, який кодується однойменним геном, розташованим у людей на короткому плечі 12-ї хромосоми. Довжина поліпептидного ланцюга білка становить 377 амінокислот, а молекулярна маса — 42 549.
| 10         |  | 20         |  | 30         |  | 40         |  | 50         |
| ---------- |  | ---------- |  | ---------- |  | ---------- |  | ---------- |
| MRRLNRKKTL |  | SLVKELDAFP |  | KVPESYVETS |  | ASGGTVSLIA |  | FTTMALLTIM |
| EFSVYQDTWM |  | KYEYEVDKDF |  | SSKLRINIDI |  | TVAMKCQYVG |  | ADVLDLAETM |
| VASADGLVYE |  | PTVFDLSPQQ |  | KEWQRMLQLI |  | QSRLQEEHSL |  | QDVIFKSAFK |
| STSTALPPRE |  | DDSSQSPNAC |  | RIHGHLYVNK |  | VAGNFHITVG |  | KAIPHPRGHA |
| HLAALVNHES |  | YNFSHRIDHL |  | SFGELVPAII |  | NPLDGTEKIA |  | IDHNQMFQYF |
| ITVVPTKLHT |  | YKISADTHQF |  | SVTERERIIN |  | HAAGSHGVSG |  | IFMKYDLSSL |
| MVTVTEEHMP |  | FWQFFVRLCG |  | IVGGIFSTTG |  | MLHGIGKFIV |  | EIICCRFRLG |
| SYKPVNSVPF |  | EDGHTDNHLP |  | LLENNTH    |  |            |  |            |

A: Аланін

C: Цистеїн

D: Аспарагінова кислота

E: Глутамінова кислота

F: Фенілаланін

G: Гліцин

H: Гістидин

I: Ізолейцин

K: Лізин

L: Лейцин

M: Метіонін

N: Аспарагін

P: Пролін

Q: Глутамін

R: Аргінін

S: Серин

T: Треонін

V: Валін

W: Триптофан

Задіяний у таких біологічних процесах, як транспорт, транспорт між ендоплазматичним ретикулумом і апаратом Гольджі. 
Локалізований у цитоплазмі, ядрі, мембрані, ендоплазматичному ретикулумі, апараті гольджі.